# Гоффман-Естейтс (Іллінойс)
Гоффман-Естейтс (англ. Hoffman Estates) — селище (англ. village) в США, в округах Кук і Кейн штату Іллінойс. Населення — 52 530 осіб (2020).

## Географія
Гоффман-Естейтс розташований за координатами 42°3′55″ пн. ш. 88°9′11″ зх. д. / 42.06528° пн. ш. 88.15306° зх. д. (42.065214, -88.152991).  За даними Бюро перепису населення США в 2010 році селище мало площу 54,33 км², з яких 53,86 км² — суходіл та 0,47 км² — водойми.

## Демографія
Згідно з переписом 2010 року, у селищі мешкало 51 895 осіб у 18 132 домогосподарствах у складі 13 689 родин. Густота населення становила 955 осіб/км².  Було 18970 помешкань (349/км²).
Расовий склад населення:
| - 64,1 % — білих - 22,7 % — азіатів - 4,8 % — чорних або афроамериканців - 0,2 % — корінних американців - 5,6 % — осіб інших рас |

До двох чи більше рас належало 2,6 %. Частка іспаномовних становила 14,1 % від усіх жителів.
За віковим діапазоном населення розподілялося таким чином: 25,0 % — особи молодші 18 років, 65,6 % — особи у віці 18—64 років, 9,4 % — особи у віці 65 років та старші. Медіана віку мешканця становила 37,0 року. На 100 осіб жіночої статі у селищі припадало 97,1 чоловіків;  на 100 жінок у віці від 18 років та старших — 94,9 чоловіків також старших 18 років.
Середній дохід на одне домашнє господарство  становив 102 495 доларів США (медіана — 84 583), а середній дохід на одну сім'ю — 111 646 доларів (медіана — 94 230). Медіана доходів становила 65 900 доларів для чоловіків та 43 166 доларів для жінок. За межею бідності перебувало 5,2 % осіб, у тому числі 7,4 % дітей у віці до 18 років та 5,0 % осіб у віці 65 років та старших.
Цивільне працевлаштоване населення становило 29 031 осіб. Основні галузі зайнятості: освіта, охорона здоров'я та соціальна допомога — 18,6 %, науковці, спеціалісти, менеджери — 13,8 %, роздрібна торгівля — 13,3 %, виробництво — 13,2 %.